# 曾仁和
曾仁和（1994年10月3日—）為台灣高雄市出身的職業棒球選手，守備位置為投手。目前效力於中華職棒樂天桃猿，生涯曾效力於美國職棒大聯盟芝加哥小熊。

## 經歷

### 學生時期
於高雄市三民高中就讀期間，曾數次跳級加入中華成棒隊，包含2012年的世界棒球經典賽資格賽與第26屆亞洲棒球錦標賽，且在兩項系列賽中是中華隊裡唯一的業餘選手，2013年也參與世界棒球經典賽的正賽。青棒時期最快球速已達96英里（約154公里） 的球速與超越青棒等級的穩定性與成熟度，讓他得到海外球團高度的評價。

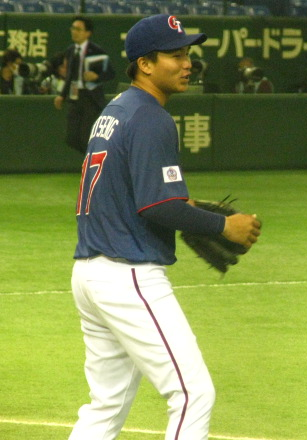
參加2013年世界棒球經典賽的曾仁和

### 旅美生涯

#### 芝加哥小熊
2013年8月13日，與芝加哥小熊簽下小聯盟合約，簽約金額170萬美元（含7.5萬美金學費）為台灣旅美球員中第四高，次於曹錦輝（220萬美元）、林子偉（209萬美元），以及王建民（201萬美元）。小熊更因該年度的簽約金額度超過上限而被大聯盟官方罰款，實際等同以320萬美元的高成本簽下曾仁和。
2017年，曾仁和在2A與3A合計拿下13勝4敗，自責分率2.54的優良成績，獲頒小熊農場年度最佳投手獎。9月14日，於小熊主場先發對上紐約大都會，成為台灣第14位登上大聯盟的選手，當日主投3局被打出5支安打（2支陽春砲）失掉5分並投出6三振，無關勝負，2局下靠著內野滾地球打下在大聯盟生涯的第1分打點。9月28日對聖路易紅雀，中繼3局無失分，送出2三振與1保送，拿下大聯盟首勝。
2018年，本季由於更改投球姿勢的效果不佳，反造成放球點出問題影響投球， 整季在3A留下單季15敗、防禦率6.27的成績，無法延續上一季在小聯盟的優良表現。
2019年春訓狀況不佳，熱身賽表現糟糕。4月初被移出40人名單，在本年度尚未於例行賽有過出賽下，同月即遭到小熊隊釋出。

#### 德州遊騎兵
2019年4月遭芝加哥小熊釋出的曾仁和，於同月17日和德州遊騎兵簽訂小聯盟合約。 由於先前改姿勢不適應導致受傷，本季長期處於養傷狀態，全年僅僅在小聯盟出賽2場告終。 同年11月離隊成為自由球員。
2020年1月於季中加盟澳洲職棒，後在2月球季結束即離隊。受到2019冠状病毒病疫情影響，美國職棒小聯盟球季整年停擺，曾仁和於澳洲職棒球季結束後未再出賽。

### 中華職棒
2021年，曾仁和成為中華職棒統一7-ELEVEn獅的自主培訓球員， 原本持續等待再次旅外的機會，最後仍於中華職棒選秀報名截止前決定參加選秀， 被樂天桃猿於第3輪第2順位選中。

## 生涯成績

### 美國職棒
| 年度 | 球隊       | 出賽 | 先發 | 勝投 | 敗投 | 中繼 | 救援 | 完投 | 完封 | 三振 | 四壞 | 責失 | 投球局數 | 自責分率 | 被上壘率 |
| ---- | ---------- | ---- | ---- | ---- | ---- | ---- | ---- | ---- | ---- | ---- | ---- | ---- | -------- | -------- | -------- |
| 2017 | 芝加哥小熊 | 2    | 1    | 1    | 0    | 0    | 0    | 0    | 0    | 8    | 2    | 5    | 6.0      | 7.50     | 1.17     |
| 2018 | 芝加哥小熊 | 1    | 1    | 0    | 0    | 0    | 0    | 0    | 0    | 3    | 0    | 3    | 2.0      | 13.50    | 2.00     |
| 合計 | 2年        | 12   | 2    | 1    | 0    | 0    | 0    | 0    | 0    | 11   | 2    | 8    | 8.0      | 9.00     | 1.38     |

### 中華職棒
| 年度 | 球隊     | 出賽 | 先發 | 勝投 | 敗投 | 中繼 | 救援 | 完投 | 完封 | 三振 | 四死 | 責失 | 投球局數 | 自責分率 | 被上壘率 |
| ---- | -------- | ---- | ---- | ---- | ---- | ---- | ---- | ---- | ---- | ---- | ---- | ---- | -------- | -------- | -------- |
| 2021 | 樂天桃猿 | 12   | 5    | 1    | 3    | 0    | 0    | 0    | 0    | 26   | 15   | 12   | 35.1     | 3.06     | 1.27     |
| 2022 | 樂天桃猿 | 11   | 11   | 7    | 2    | 0    | 0    | 0    | 0    | 54   | 17   | 16   | 58.0     | 2.48     | 1.17     |
| 2023 | 樂天桃猿 | 19   | 14   | 6    | 6    | 0    | 0    | 0    | 0    | 64   | 32   | 46   | 91.0     | 4.55     | 1.48     |
| 2024 | 樂天桃猿 | 6    | 5    | 1    | 2    | 1    | 0    | 0    | 0    | 25   | 6    | 17   | 24.0     | 6.38     | 1.67     |
| 合計 | 4年      | 48   | 35   | 15   | 13   | 4    | 0    | 0    | 0    | 169  | 70   | 91   | 208.1    | 3.93     | 1.38     |

## 外部連結
- 曾仁和在美國職棒（英语）
- 曾仁和在中華職棒
- 曾仁和在Baseball-Reference.com（大聯盟）（英语）
- 曾仁和在Baseball-Reference.com（小聯盟以及海外聯盟）（英语）
- 曾仁和在ESPN（MLB）（英语）
- 曾仁和在FanGraphs.com（英语）
- 曾仁和在The Baseball Cube（英语）
- 曾仁和的Facebook專頁

- 曾仁和在台灣棒球維基館上的頁面（繁體中文）